# Ошивамбо
Ошивамбо (или овамбо) — это язык банту в Анголе и на севере Намибии. Некоторые исследователи считают ошивамбо диалектной группой, наиболее значительными представителями которой являются кваньяма и ндонга.
На ошивамбо говорят свыше половины населения Намибии, в первую очередь овамбо.

## История
После обретения независимости Намибией в 1990 году, территория, ранее известная как Овамболенд, была  разделена на области Охангвена, Омусати, Ошана или Очана и Ошикото. Численность населения, которое согласно оценкам составляет от 700 000 до  750 000 человек, подвержена значительным колебаниям из-за того, что границы, проведённые немецкими и португальскими колонизаторами, рассекли племенную территорию кваньяма, что привело к тому, что часть её находится в Анголе, а часть — в Намибии. Это приводит к постоянному пересечению границы.
Общая численность носителей в обеих странах около 1 миллиона человек. Несмотря на то, что основной район распространения ошивамбо находится на севере Намибии, на нём говорят и в остальных частях страны, главным образом благодаря приезжим работникам из Овамболенда. Последние составляют значительную часть населения во многих городах, в особенности на юге, где они заняты в горнодобывающей промышленности. Например, в Людерице, в 18 часах езды от Овамболенда, на ошивамбо говорит по меньшей мере 50 % населения.

## Диалекты
В ошивамбо выделяют 8 племенных диалектов:
- Кваньяма
- Ндонга
- Квамби
- Нганджера
- Квалуудхи
- Мбаланту
- Колонкадхи
- Мбаджа

Два из них имеют стандартную форму: ошиндонга и ошикваньяма.